# Calliandra paniculata
Calliandra paniculata é uma espécie de legume da família Leguminosae.
Apenas pode ser encontrada na Jamaica.
Esta espécie está ameaçada por perda de habitat.